# タイムズ
『タイムズ』（The Times）は、英国で1785年に創刊した世界最古の日刊新聞である。発行部数は2020年時点で35万9960部である。また、日本の読売新聞（発行部数は686万部で世界一位）とも提携している。　
『ニューヨーク・タイムズ』などの新聞との区別のために『ロンドン・タイムズ』『タイムズ・オブ・ロンドン（Times of London＝ロンドンのタイムズ）』などと呼ばれることもある。

## 概要
ルパート・マードック率いるニューズ・コープのNews Internationalの傘下である。世界情勢に対するイギリス世論の形成に影響力がある。オーナー、マードックの政治思考が紙面に反映されることも多く論調は保守的。
1785年ジョン・ウォルターによって『デイリー・ユニバーサル・レジスター』の題字で創刊される。1788年1月1日に現在の名前、タイムズに新聞の名前を変更する。
ジョン・ウォルターは16年編集長を務めた後、1803年に経営権と編集長の座を息子に譲る。新聞に載せた内容が名誉毀損だとして ジョン・ウォルターはニューゲイト監獄に収監され、中で16ヶ月を過ごしたことがある。しかし、彼のヨーロッパ中、特にフランスからのニュースを集めるための先駆的な努力により、官僚や資本家の中での評判を確立し、政治、科学、芸術、文学の著名な人からの寄稿を広く集め、掲載することでも評判を集める。
初期のこの新聞は競合他社も少なく、莫大な利益を得ていたため、取材活動に多額の費用を充てることができた。また、『タイムズ』は国外に特派員を送った最初の新聞であり、戦場へ特派員を送ったのも『タイムズ』が最初である。W・H・ラッセルは、陸軍に帯同する特派員としてクリミア戦争へ派遣され、イングランドに帰国してから莫大な影響力を持っていた。1887年から北京へ派遣されていたジョージ・アーネスト・モリソンが、1900年に義和団の乱に遭遇して55日間の籠城を伝えた特派員記事では柴五郎や日本を好意的に伝え、1902年の日英同盟締結に向けてイギリス国民の世論に大きな影響を与えた。
『インデペンデント』紙がタブロイドサイズ版を発行したことに追随、2003年11月今までの一般紙サイズに加えタブロイドサイズ版も発行されるようになった。2004年9月13日から北アイルランドでは平日はタブロイド判のみとなる。

## 姉妹紙
タイム（Times Newspapers Ltd.）が発行する他の新聞。
- The Sunday Times（サンデー・タイムズ）
- The Times Education Supplement
- The Times Literary Supplement (略称 TLS。邦名「タイムズ文芸付録」)
  - 英語圏を代表する書評紙。1902年にタイムズの文芸付録として始まり、1914年に独立。毎週発行。

## オーナー
- ジョン・ウォルター　(1785年 - 1803年)
- ジョン・ウォルター2世（英語版）　(1803年 - 1847年)
- ジョン・ウォルター3世（英語版）　(1847年 - 1894年)
- アーサー・フレーザー・ウォルター　(1894年 - 1908年)
- ノースクリフ卿　(1908年 - 1922年)
- アスター・ファミリー　(1922年 - 1966年)
- ロイ・トムソン　(1966年 - 1981年)
- ニューズ・インターナショナル社（ルパート・マードック率いるニューズ・コープ傘下）（1981年 - )

## 編集長
- ジョン・ウォルター　(1785年 - 1803年)
- ジョン・ウォルター2世　(1803年 - 1809年)
- ジョン・ストッダード　(1809年 - 1817年)
- トマス・バーンズ　(1817年 - 1841年)
- ジョン・ダレン　(1841年 - 1877年)
- トマス・チェーニー　(1877年 - 1884年)
- ジョージ・アール・バックル　(1884年 - 1912年)
- ジョージ・ジェフリー・ドーソン　(1912年 - 1919年)
- ヘンリー・ウェッカム・スティード　(1919年 - 1922年)
- ジョージ・ジェフリー・ドーソン　(1923年 - 1941年)
- ロバート・マクゴワン・バリントン・ウォード　(1941年 - 1948年)
- ウィリアム・ケーシー　(1948年 - 1952年)
- ウィリアム・ヘーリー　(1952年 - 1966年)
- ウィリアム・リースモーグ　(1967年 - 1981年)
- ハロルド・エヴァンス　(1981年 - 1982年)
- チャールズ・ダグラス・ホーム (1982年 - 1985年)
- チャールズ・ウィルソン　(1985年 - 1990年)
- サイモン・ジェンキンス　(1990年 - 1992年)
- ピーター・ストットハード　(1992年 - 2002年)
- ロバート・トムソン　(2002年 - )

## コラムニスト
- サイモン・バーンズ
- アラン・コーレン
- ジャイルズ・コーレン
- マイケル・ゴブ
- ティム・ヘイムス
- アントニー・ハワード
- フィリップ・ハワード
- ミック・ヒューム
- サイモン・ジェンキンス
- アナトール・カレツキー
- マグヌス・リンクレイター
- ベン・マッキンタイアー
- キャトリン・モラン
- リチャード・モリソン
- マシュー・パリス
- リビー・パーブス
- ウィリアム・リース・モッグ
- ピーター・リッデル
- ニック・ロビンソン
- メアリー・アン・ジークハルト
- ジャニス・ターナー
- ペイシェンス・ウィートクロフト

## 主な記者・執筆者
- リチャード・ロイド・パリー
- 佐々木多門